# Henriette Ergemann
Henriette Ergemann (født 26. august 1974) er en dansk politiker og selvstændig erhvervsdrivende. Hun var kortvarigt i februar 2023 politisk næstformand for Nye Borgerlige. Hun var kommunalbestyrelsesmedlem for samme parti i Kalundborg Kommune fra 2022 til marts 2023, og er derefter løsgænger i byrådet.

## Baggrund
Henriette Ergemann tog en sproglig studentereksamen på Rosborg Amtsgymnasium i Vejle 1990-1993. I 2019 tog hun et kursus i digital markedsføring hos Bigum & Co i København.

## Erhvervsvirksomhed
Ergemann er direktør i sin egen virksomhed Lyko ApS, som beskæftiger sig med engroshandel med kød og kødprodukter. Virksomheden blev startet i 2017. Virksomheden holder til i Kalundborg.

## Politisk karriere
Henriette Ergemann var opstillet for Nye Borgerlige til kommunalvalget 2021 i Kalundborg Kommune, hvor hun opnåede 753 personlige stemmer. Det var det højeste stemmetal blandt partiets kandidater i kommunen og det fjerdebedste blandt alle de opstillede i kommunen. Ergemann sidder som formand for Børne- og Familieudvalget i kommunen og desuden i forskellige andre råd og nævn.
Ergemann var også opstillet til folketingsvalget 2022, hvor hun opnåede 1.547 personlige stemmer, hvilket ikke var nok til at opnå et mandat for partiet.
Ergemann blev ved et kampvalg valgt til posten som politisk næstformand ved Nye Borgerliges ekstraordinære landsmøde 7. februar 2023 i Fredericia Idrætscenter. Her vandt hun 204 ud af 317 stemmer ved valget, hvor der i alt var opstillet seks kandidater. Efter valget blev en række af Ergemanns udtalelser om håndteringen af COVID-19-epidemien genstand for presseomtale, og den 20. februar 2023 meddelte hun, at hun trak sig fra partiets næstformandspost. Hun meldte sig ud af Nye Borgerlige i marts 2023 og fortsatte i Kalundborg Byråd som løsgænger. I september 2023 offentliggjorde Ergemann sin intention om at stifte et nyt parti med navnet Frit Fællesskab. Det nye parti blev senere opgivet, og Ergemann forsøgte i februar 2024 at genindmelde sig i Nye Borgerlige, men partiet accepterede ikke indmeldelsen.